# Les Tuniques bleues : Nord vs Sud
Les Tuniques bleues : Nord vs Sud est un jeu vidéo d'action et de stratégie au tour par tour développé par Little Worlds Studio et édité par Microïds, sorti en 2012 sur Windows, Mac, iOS et Android.
Il s'agit du remake de North and South.